# یواس‌اس دوین (ای‌پی‌ای-۱)
یواس‌اس دوین (ای‌پی‌ای-۱) (به انگلیسی: USS Doyen (APA-1)) یک کشتی بود که طول آن ۴۱۴ فوت ۶ اینچ (۱۲۶٫۳۴ متر) بود. این کشتی در سال ۱۹۴۲ ساخته شد.